# 艾德禮內閣

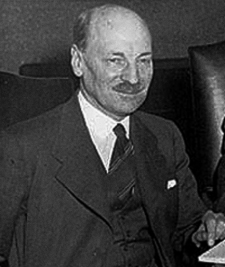
1945年的艾德礼

艾德禮在任英國首相期間曾兩度組閣。第一次日期為1945年7月至1950年2月。在1950年英国大选後，艾德禮連任首相，並再次組閣，日期為1950年2月至1951年10月。

## 第一次內閣 （1945年7月—1950年2月）
- 艾德禮：英國首相及國防部長
- 喬伊特勳爵（Lord Jowitt）：大法官
- 赫伯特·莫里森：樞密院議長及下議院領袖
- 亞瑟·格林伍德：掌璽大臣
- 休·道耳吞：財政大臣
- 歐內斯特·貝文：外務大臣
- 詹姆士·丘特爾·伊德（James Chuter Ede）：內務大臣
- 喬治·亨利·霍爾（George Henry Hall）：殖民地大臣
- 艾迪生勳爵（Lord Addison）：自治領事務大臣
- 佩西克-勞倫斯勳爵：印度及緬甸大臣
- A·V·亞歷山大（A. V. Alexander）：第一海軍大臣
- 傑克·勞森（Jack Lawson）：陸軍大臣
- 斯坦斯蓋特勳爵（Lord Stansgate）：空軍大臣
- 埃倫·威爾金森（Ellen Wilkinson）：教育部長
- 若瑟夫·韋斯特伍德（Joseph Westwood）：蘇格蘭大臣
- 湯姆·威廉士（Tom Williams）：農業及漁業部長
- 喬治·艾薩克（George Isaacs）：勞工及國民服務部長
- 安奈林·貝文：衛生部長
- 斯塔福·克里普斯爵士：貿易委員會主席
- 伊曼紐·欣韋爾（Emanuel Shinwell）：能源及動力部長

### 變動
- 1946年7月：亞瑟·格林伍德兼任財政部主計長，仍留任掌璽大臣。
- 1946年10月：陸軍大臣、空軍大臣和第一海軍大臣不再在內閣供職。但A·V·亞歷山大以不管部大臣的身份留在內閣，喬治·亨利·霍爾接替亞歷山大出任第一海軍大臣，但卻因此不在內閣供職。至於霍爾原任的殖民地大臣一職則由亞瑟·克里奇·瓊斯（Arthur Creech Jones）接任。
- 1946年12月：A·V·亞歷山大接替艾德禮為國防部長。
- 1947年2月：埃倫·威爾金森在教育部長任內去世，其職由喬治·陶姆林遜（George Tomlinson）接替。
- 1947年3月：亞瑟·格林伍德不再任財政部主計長，但仍留任掌璽大臣，至於繼任主計長的人士不在內閣供職。
- 1947年7月：亞瑟·格林伍德改任不管部大臣，掌璽大臣由英曼勳爵（Lord Inman）接任。另外，利斯托韋爾勳爵（Lord Listowel）取代佩西克-勞倫斯勳爵為印度及緬甸大臣。
- 1947年7月：自治領事務辦公室改組為英聯邦關係辦公室，並設立英聯邦關係大臣一職，由原任自治領事務大臣的艾迪生勳爵出任。
- 1947年8月：由於印度獨立，印度及緬甸辦公室遂改組為緬甸辦公室。利斯托韋爾勳爵成為緬甸大臣。
- 1947年9月：斯塔福·克里普斯爵士改任經濟事務部長，哈羅德·威爾遜則接替他成為貿易委員會主席。亞瑟·格林伍德從內閣退休，但仍任下議院議員。
- 1947年10月：艾迪生勳爵取代英曼勳爵為掌璽大臣，菲利普·諾埃爾-貝克則接替艾迪生勳爵為英聯邦關係大臣。此外，亞瑟·伍德伯恩（Arthur Woodburn）取代若瑟夫·韋斯特伍德為蘇格蘭大臣。能源及動力部長伊曼紐·欣韋爾則退出內閣。
- 1947年11月：斯塔福·克里普斯爵士接替休·道耳吞為財政大臣。
- 1948年1月：緬甸獨立，緬甸辦公室及緬甸大臣一併廢置。
- 1948年5月：休·道耳吞以蘭卡斯特公爵領地總裁的身份重入內閣。此外，派肯漢勳爵（Lord Pakenham）以民航部長的身份進入內閣。
- 1948年7月：艾迪生勳爵出掌財政部主計長。
- 1948年4月：艾迪生勳爵不再任財政部主計長，但仍留任掌璽大臣。繼任主計長的人士不在內閣供職。

## 第二次內閣 （1950年2月—1951年10月）
- 艾德禮：英國首相
- 喬伊特勳爵（Lord Jowitt）：大法官
- 赫伯特·莫里森：樞密院議長及下議院領袖
- 艾迪生勳爵（Lord Addison）：掌璽大臣
- 斯塔福·克里普斯爵士：財政大臣
- 歐內斯特·貝文：外務大臣
- 詹姆士·丘特爾·伊德（James Chuter Ede）：內務大臣
- 吉姆·格里菲思（Jim Griffiths）：殖民地大臣
- 派翠克·戈登·沃克（Patrick Gordon Walker）：英聯邦關係大臣
- 哈羅德·威爾遜：貿易委員會主席
- 亞歷山大勳爵（Lord Alexander）：蘭卡斯特公爵領地總裁
- 喬治·陶姆林遜（George Tomlinson）：教育部長
- 赫克托·麥克尼爾（Hector McNeil）：蘇格蘭大臣
- 湯姆·威廉士（Tom Williams）：農業及漁業部長
- 喬治·艾薩克（George Isaacs）：勞工及國民服務部長
- 安奈林·貝文：衛生部長
- 伊曼紐·欣韋爾（Emanuel Shinwell）：國防部長
- 休·道耳吞：都市及郊區發展部長

### 變動
- 1950年10月：曉治·蓋茨克（Hugh Gaitskell）取代斯塔福·克里普斯爵士為財政大臣。
- 1951年1月：安奈林·貝文接替喬治·艾薩克為勞工及國民服務大臣。至於接替貝文擔任衛生部長的人士則不在內閣之列。休·道耳吞之職改稱地方政府及規劃部長。
- 1951年3月：赫伯特·莫里森接替歐內斯特·貝文為外務大臣，艾迪生勳爵則接替莫里森為樞密院議長，而歐內斯特·貝文取代艾迪生勳爵為掌璽大臣。另外，詹姆士·丘特爾·伊德接任莫里森的下議院領袖一職，並同時兼任原本的內務大臣一職。
- 1951年4月：理查·斯多克斯（Richard Stokes）接替歐內斯特·貝文為掌璽大臣。阿爾夫·羅本斯（Alf Robens）則取代辭職的安奈林·貝文，出任勞工及國民服務部長。哈特利·莎克羅斯爵士（Sir Hartley Shawcross）則接替辭職的哈羅德·威爾遜為貿易委員會主席。